# 許敏惠
許敏惠（1923年—2015年），生於日治台灣台北州，銀行家，曾任台灣銀行、彰化銀行、華南銀行、合作金庫等董事長。其父許丙。

## 生平
日治時期，其父許丙受到板橋林家倚重，負責管理財務，並自行經營產業，成為商業鉅子、日本貴族院議員。
許敏惠在家中排行第四，曾就讀日本京都帝國大學（今京都大學），因戰亂而未畢業。1945年，日本投降，第二次世界大戰結束，國民政府接管台灣。許敏惠返臺，成為台灣大學法學部法律系第一期畢業生。畢業後進入台灣銀行工作，逐步成為著名銀行家。歷任台北市銀行、合庫、彰化銀行總經理。
1982年，組織台灣省銀行公會，任首任主任委員。
2013年，獲日本內閣頒給旭日中綬章。
約2015年末過世，告別式上，連戰、蕭萬長、尹衍樑、蔡明忠、張花冠等政商名流，冠蓋雲集，極其哀榮。

## 家庭
長子許博偉，娶陳守山之女陳安瀾。次子許博文娶春源鋼鐵千金蔡純純。